# PR-408
A Rodovia PR-408 é uma estrada pertencente ao governo do Paraná que liga a cidade de Antonina à BR-277. É denominada Rodovia Deputado Miguel Bufara, de acordo com a Lei Estadual 7.198 de 13/09/1979.

## Trechos da Rodovia
A rodovia possui uma extensão total de aproximadamente 22,8 km, divididos em 5 trechos:
| Ponto de referência                      | Extensão do trecho | Extensão acumulada | Situação    |
| ---------------------------------------- | ------------------ | ------------------ | ----------- |
| Entroncamento BR-101 e PR-340 (Antonina) | ---                | 0 km               | ---         |
| Entroncamento PR-410                     | 3,8 km             | 3,8 km             | Pavimentado |
| Morretes - zona urbana                   | 5,9 km             | 9,7 km             | Pavimentado |
| Morretes - zona urbana                   | 1,5 km             | 11,2 km            | Pavimentado |
| Entroncamento PR-804 (Passa Sete)        | 5,8 km             | 17,0 km            | Pavimentado |
| Entroncamento BR-277/BR-101 (Marta)      | 5,8 km             | 22,8 km            | Pavimentado |

Extensão pavimentada: 22,8 km (100,00%)
Extensão duplicada: 0,00 km (0,00%)

## Municípios atravessados pela rodovia
- Morretes
- Antonina